# 融縣
融縣是廣西的一個舊縣份。
明洪武二年（1369年），撤融水縣併入融州。十年（1377年）五月，降州為縣（稱融縣），屬柳州府。
清代，仍為融縣，屬柳州府。
民國時期，仍稱融縣，先後隸屬柳州府（1912年）；柳江道（1913年）、柳江區行政督察委員會（1926年）、柳州民團區（1930年）、柳州行政監督區（1934年）、第四行政區（1940年）、第二行政區（1942年）、第十五行政區（1949年）。
中華人民共和國時期：1949年至1952年7月融縣屬柳州專區。1951年7月，融縣人民政府從融水鎮遷至長安鎮。1952年9月9日改名融安縣。